# Риу-Парду
Риу-Парду (порт. Rio Pardo) — муниципалитет в Бразилии, входит в штат Риу-Гранди-ду-Сул. Составная часть мезорегиона Восточно-центральная часть штата Риу-Гранди-ду-Сул. Входит в экономико-статистический микрорегион Кашуэйра-ду-Сул. Население составляет 38 003 человека на 2006 год. Занимает площадь 2050,531 км². Плотность населения — 18,5 чел./км².

## История
Город основан 7 октября 1809 года.

## Статистика
- Валовой внутренний продукт на 2003 составляет 321.521.151,00 реалов (данные: Бразильский институт географии и статистики).
- Валовой внутренний продукт на душу населения на 2003 составляет 8.482,96 реалов (данные: Бразильский институт географии и статистики).
- Индекс развития человеческого потенциала на 2000 составляет 0,754 (данные: Программа развития ООН).